# Stinius Fredriksen

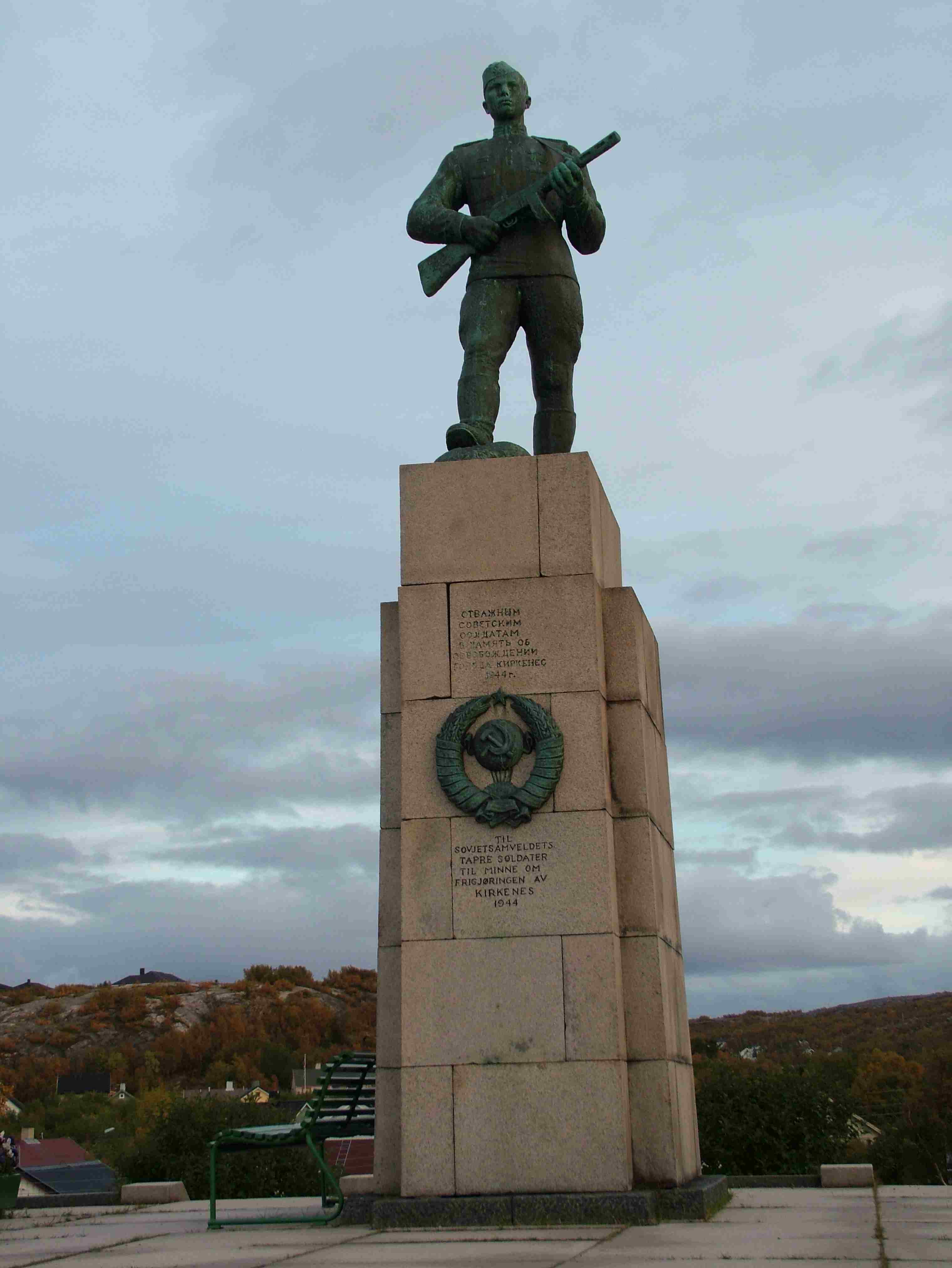
Russermonumentet i Kirkenes, invigt 1952

Stinius Fredriksen, född 11 mars 1902 i Stavanger, död 7 juni 1977 i Oslo, var en norsk skulptör och målare, som utfört många offentliga minnesmärken och som under många år ledde arbetet med återställandet av Nidarosdomen (domkyrkan i Trondheim).

## Biografi
Stinius Fredriksen var son till jordbrukaren Ole Fredriksen (född 1870) och Lina Talgø (född 1874).
Stinius Fredriksen studerade först under Wilhelm Rasmussen på Statens Kunstakademi 1921–23. Han fick stipendier från Conrad Mohr och den norska regeringen för att studera vidare utomlands. Åren 1923–24 studerade han för Antoine Bourdelle i Paris. Senare besökte han åter Paris som elev hos Charles Despiau 1928 och 1933.
Fredriksen har skapat offentliga monument som Russermonumentet i Kirkenes och andra i Oslo, Stavanger och Trondheim. Arbeten som han utfört under 1920-talet har en klassisk stil, men från mitten 1930-talet får hans skulpturer ofta en mer abstrakt form.
I Bergen har Fredriksen utfört två av de fyra skulpturerna framför  domstolsbyggnaden. Dessa symboliserar de fyra kardinaldygderna, och Fredriksen gjorde visdom och rättvisa, medan de andra två, måttfullhet och styrka, är utförda av Nic Schøll.
År 1950 vann Fredriksen första pris i en tävling om ett minnesmärke över Franklin D. Roosevelt på Rådhusplassen i Oslo.
Fredriksen var vice ordförande i Bildende Kunstnerers Forening från 1945 och dess ordförande under perioden 1951–55. Han var också medlem av Nasjonalgalleriets råd och inköpskommitté, och medlem i den fasta juryn för Høstutstillingen i Oslo.
Staden Stavanger delar varje år ut ett kulturpris som inkluderar statyetten "Pike med sjal" ("Flicka med sjal"), skapad av Fredriksen. Han fick själv Stavanger Aftenblads kulturpris 1958. År 1969 utnämndes han till Riddare av 1. klass av St. Olav.

Domedagen, från västra fasaden i Nidarosdomen, 1948

## Nidarosdomen
Från 1927 arbetade Fredriksen med återställande av Nidarosdomen, ett arbete som med vissa avbrott varade till 1965. Från 1945 ledde han skulpturarbetet på västra fasaden. I allt levererade han 24 verk till kupolen, med aposteln Andreas (1929) som första bidrag.
I arbetet med Nidarosdomen utvecklat Fredriksen en personlig  gotisk  stil och av medarbetarna i Trondheim kallades han skämtsamt "Saint Inius."

## Stavangers domkyrka
År 1962 avslutade Fredriksen fyra helgonstatyer på östra fasaden av Stavangers domkyrka, som en del av restaureringen. Statyerna av täljsten är i höggotisk stil och representerar överst till vänster Katarina av Siena (1347–1380), överst till höger St. Birgitta (1303–1373), nere till vänster Stavangers skyddshelgon St. Svithun (861–) och längst ner till höger St. Vincent. Helgonen är utrustade med traditionella attribut: St. Katarina med svärd och martyrhjul, St. Birgitta med en bok, St Swithun med en bok och biskopsstav och St. Vincent med kvarnhjul och korpar. Fredriksen har valt fyra av de helgon som är knutna till de tolv altare som är kända från 1400-talet i kyrkan.

## Verk i urval
- 1925 "Pojken och get", brons, stadsparken i Stavanger. Medel från Bertha Bergs, född Randulff donation.
- 1933 Staty av Peter Andreas Munch, brons, Universitetstorget, Oslo.
- 1934 Statyer utanför domstolsbyggnad i Los Angeles, "Visdom" och "rättvisa".
- 1935 Staty "Moder med unga", marmor. I National Gallery.
- 1940 Minnesstaty av Johan Sverdrup, kvinnlig figur på en piedestal med reliefer, Oslo Konserthus.
- 1948 Staty av Lars Hertervig, granit, Hertervigs plats i Stavanger. Medel från Stavanger Byselskap och Bertha Berg.
- 1948 "Domedagen", Nidarosdomen, Trondheim.
- 1950 Byst av Peter Waage, Universitetet i Bergen.
- 1950 Byst av Cato Guldberg, Universitetet i Bergen.
- 1950 Staty av Franklin D. Roosevelt, Stadshuset, Oslo.
- 1952 Russermonumentet, Kirkenes.
- 1957? Altartavla, Moldekatedralen.
- 1950 War Memorial, Rambergan i Tromsø.
- 1962 Brand saint statyer i östra fasaden av Stavanger-katedralen, täljsten.
- 1963 Staty av Ole Halvor Holta, Notodden.
- 1970 Staty av skyddshelgon i Bergen St.Sunniva, Bergenhus-fortet, Bergen.
- 1972 Staty Kung Haakon VII, Trondheim.
- 1981 Staty "Flicka med sjal", brons. Efter en modell från 1960. Bjergstedparken i Stavanger.